# Улица Эхитаяте (Таллин)
Улица Э́хитаяте, также Э́хитаяте-те́э  и Э́хитаяте те́э (эст. Ehitajate tee — улица Строителей) — улица в городе Таллине, столице Эстонии.

## География
Находится в районах Нымме, Мустамяэ, Хааберсти. Проходит через микрорайоны Нымме, Вана-Мустамяэ, Мустамяэ, Кадака, Вяйке-Ыйсмяэ, Вескиметса. 
Начинается после пересечения улиц Туру платс и Сууса и идёт на северо-запад. Спускается с холма Мустамяги, пересекается с улицами Мяннилийва,  Юлиыпиласте, Рауакооли, бульваром Сыпрузе, улицами Акадеэмия, Кескузе, Эдуарда Вильде, Таммсааре, Кадака и Ярвеотса и заканчивается у перекрёстка Палдиского шоссе и улицы Раннамыйза. Протяжённость — 4728 м. Рядом с улицей находятся лесопарковая зона Мустамяэ—Нымме и парк Мянни (Männipark).

## История
Своё название улица получила в 1963 году. Буквальный перевод с эстонского — «Дорога строителей». Названа в честь строителей, возводивших таллинский район Мустамяэ. 

## Общественный транспорт
По улице проходят маршруты городских автобусов № 10, 12, 16, 23, 26, 26А, 27, 28, 33, 36, 37, 45, 61, 64.

## Учреждения и предприятия
- Таллинский технический университет, Ehitajate tee 5
- Мустамяэская поликлиника Западно-Таллинской центральной больницы[эст.], Ehitajate tee 27
- Супермаркет Grossi[эст.], Ehitajate tee 41
- Библиотека «Мянни», Ehitajate tee 48
- Супермаркет торговой сети Rimi[эст.], Ehitajate tee 107
- Управа района Хааберсти[эст.], Ehitajate tee 109A
- Таллинский зоопарк, Ehitajate tee 150 / Paldiski maantee 145

Улица Эхитаяте
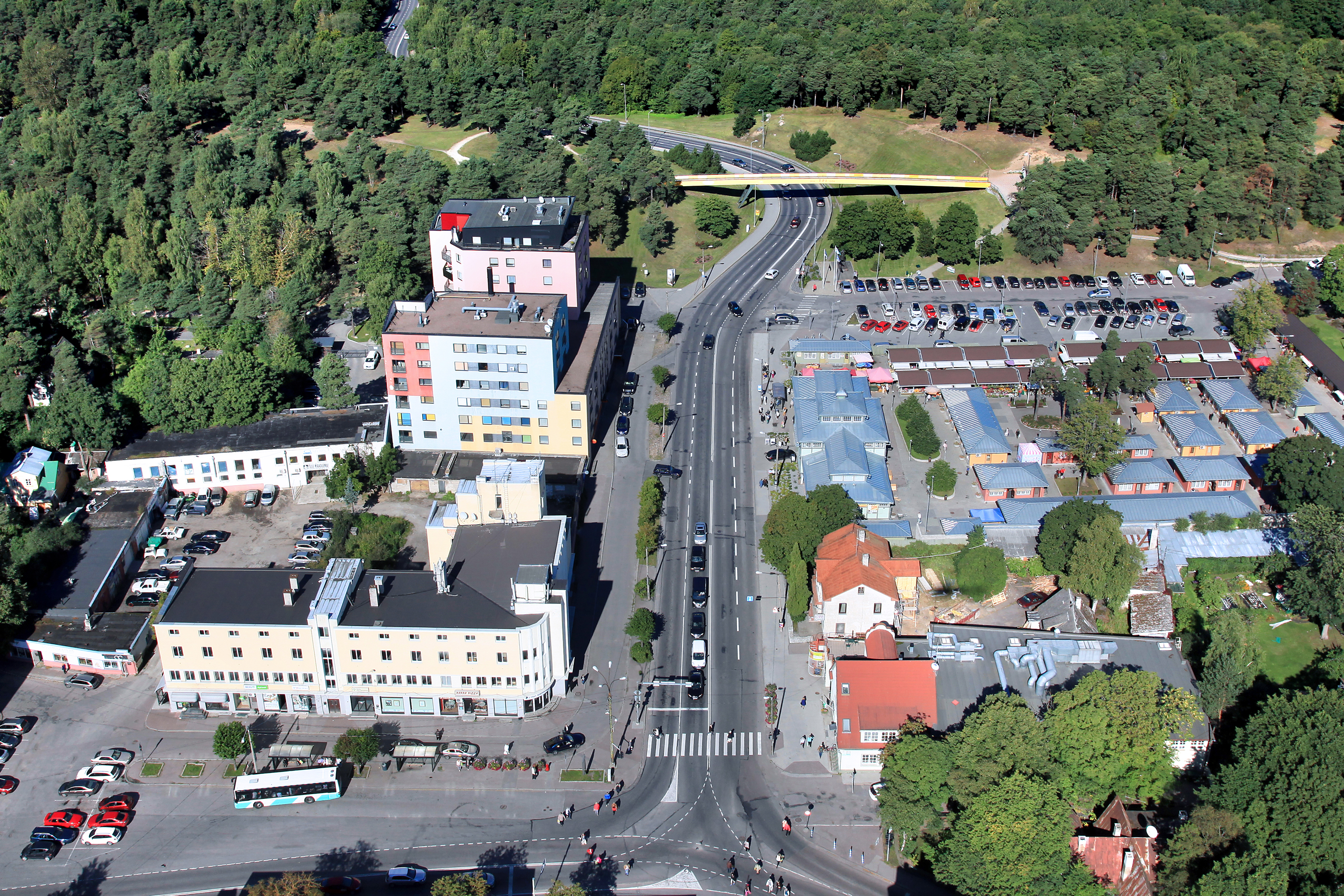
Улица Туру платс и начало улицы Эхитаяте
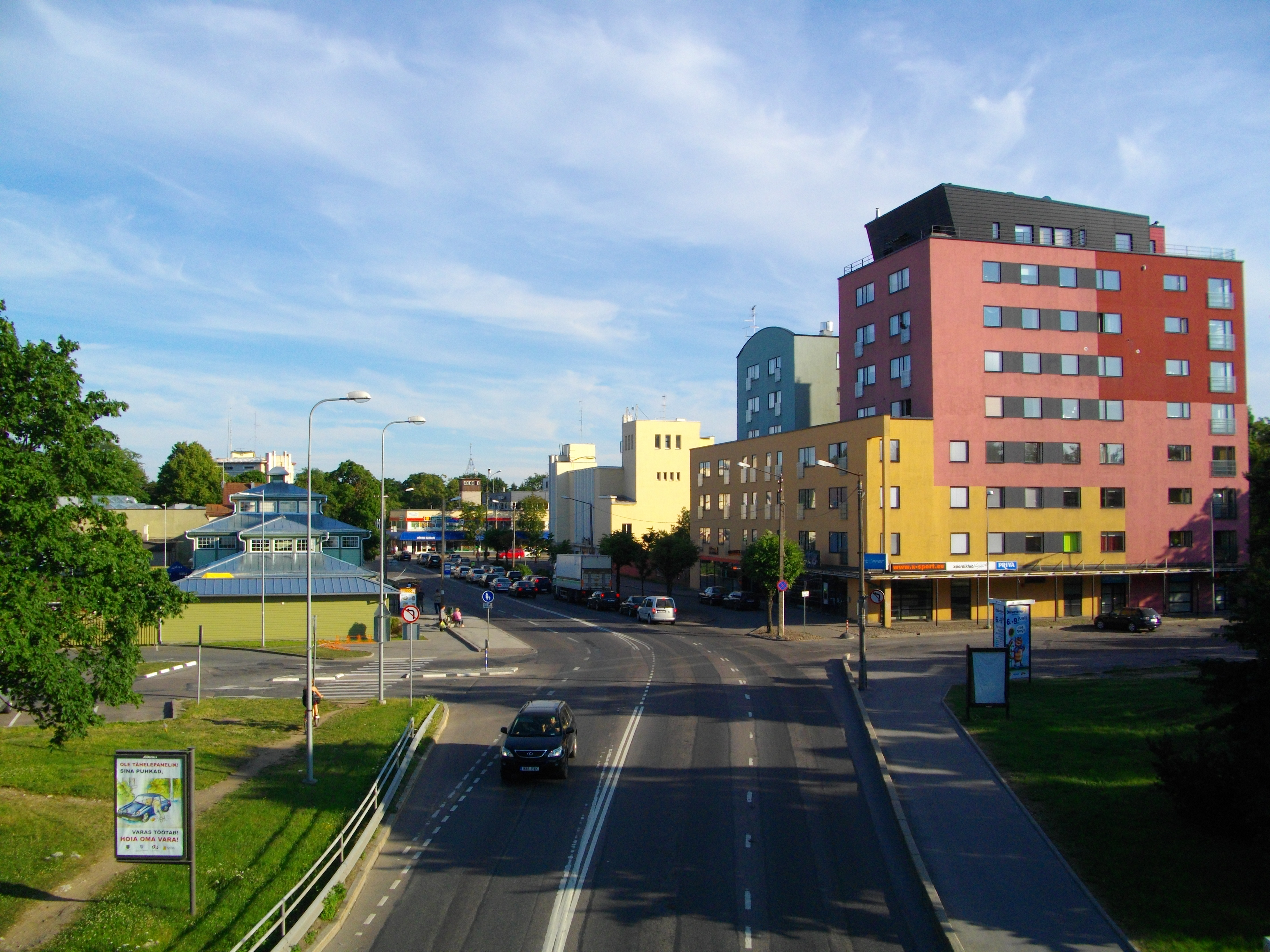
Улица в микрорайоне Нымме
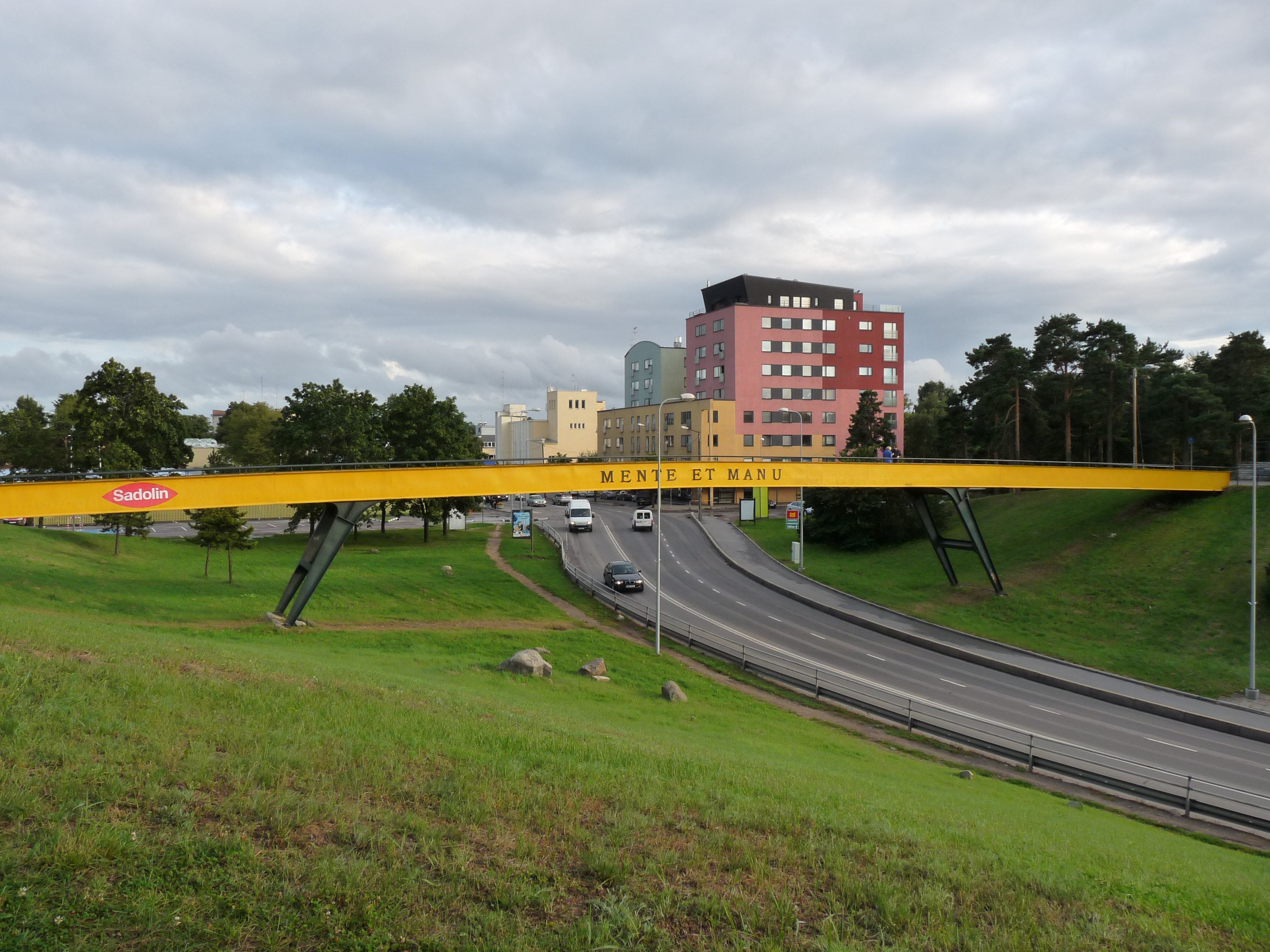
Улица под «Студенческим» мостом
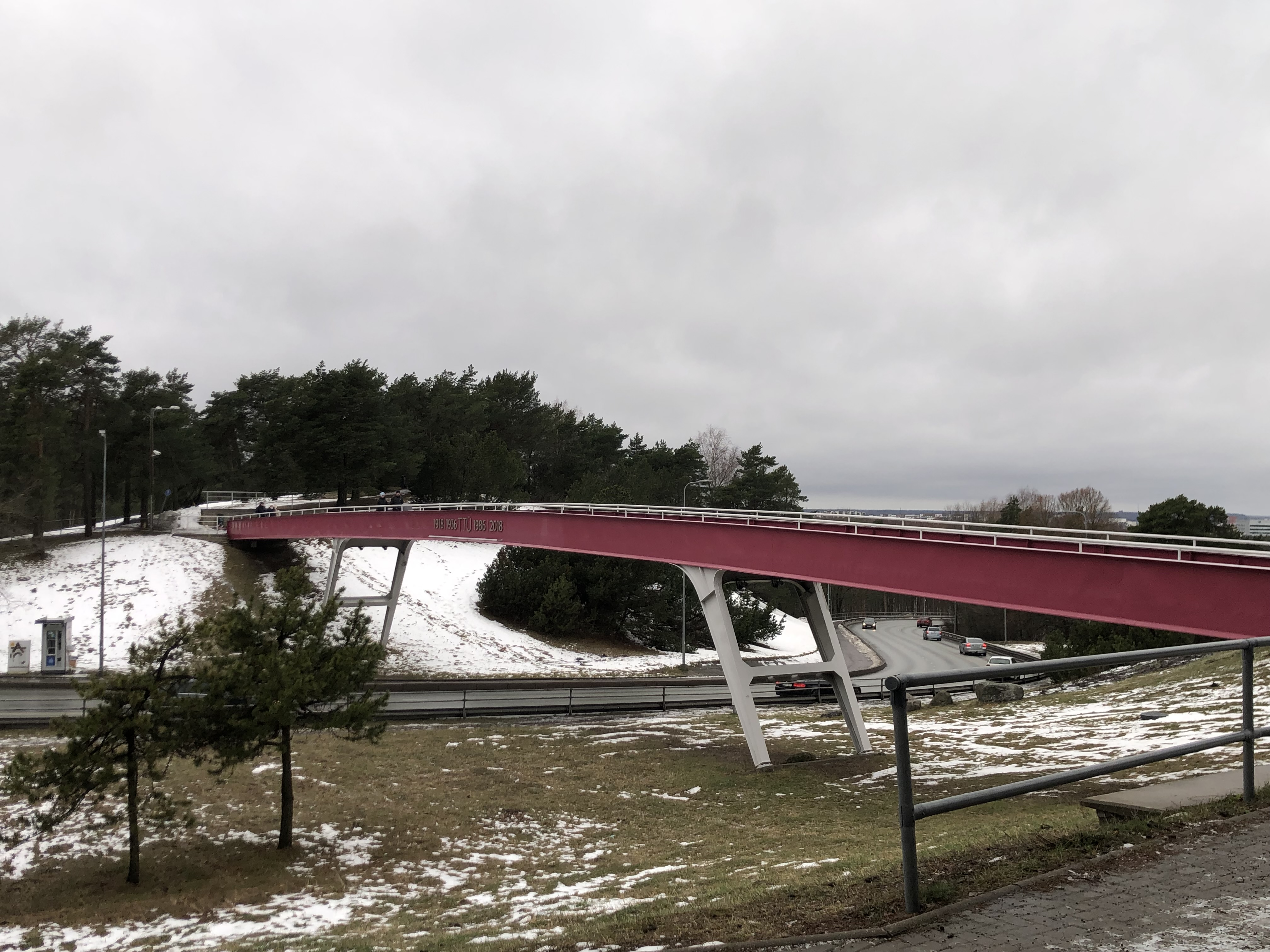
Вид реконструированного пешеходного моста со стороны
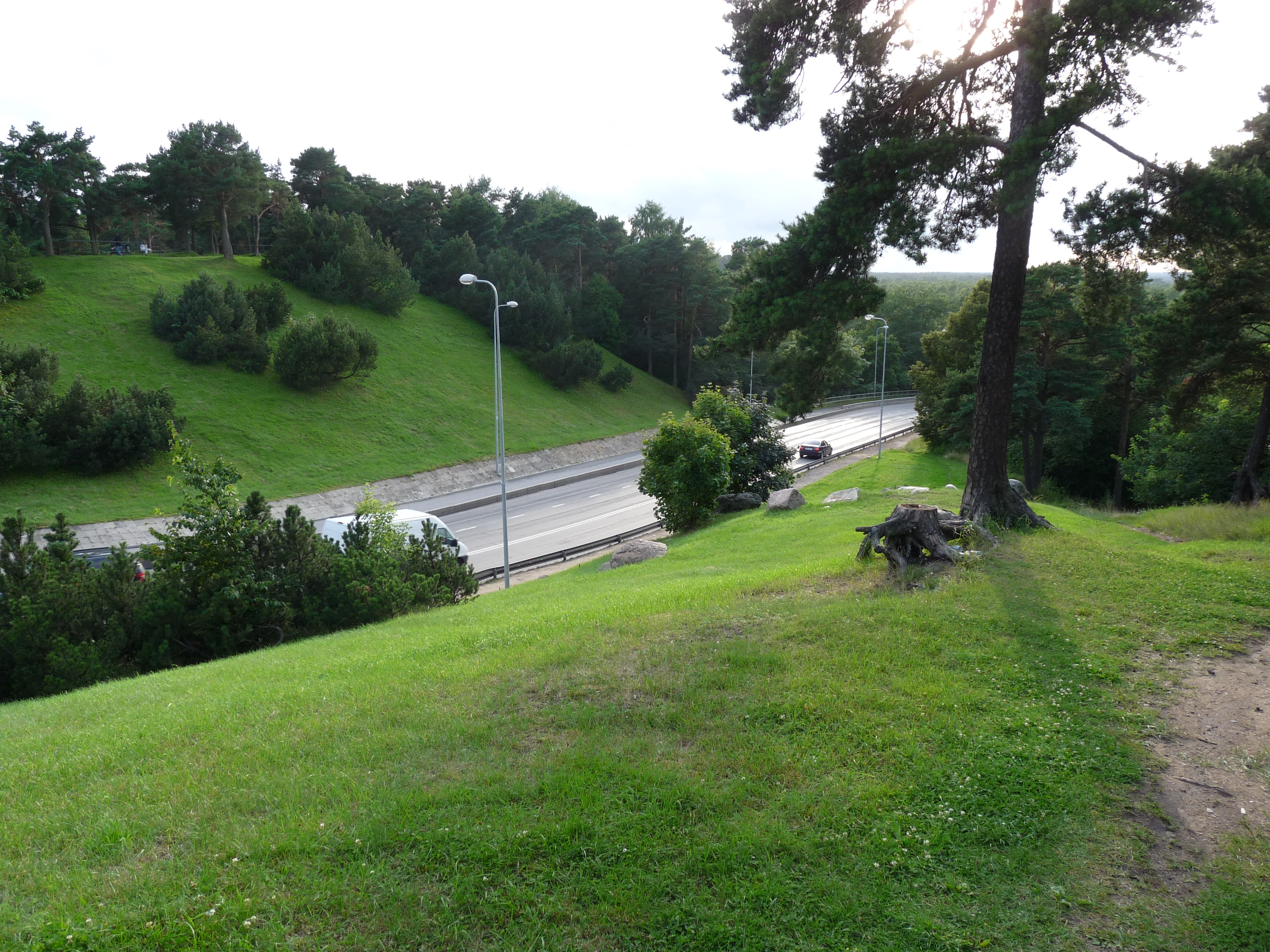
Спуск с холма Мустамяги
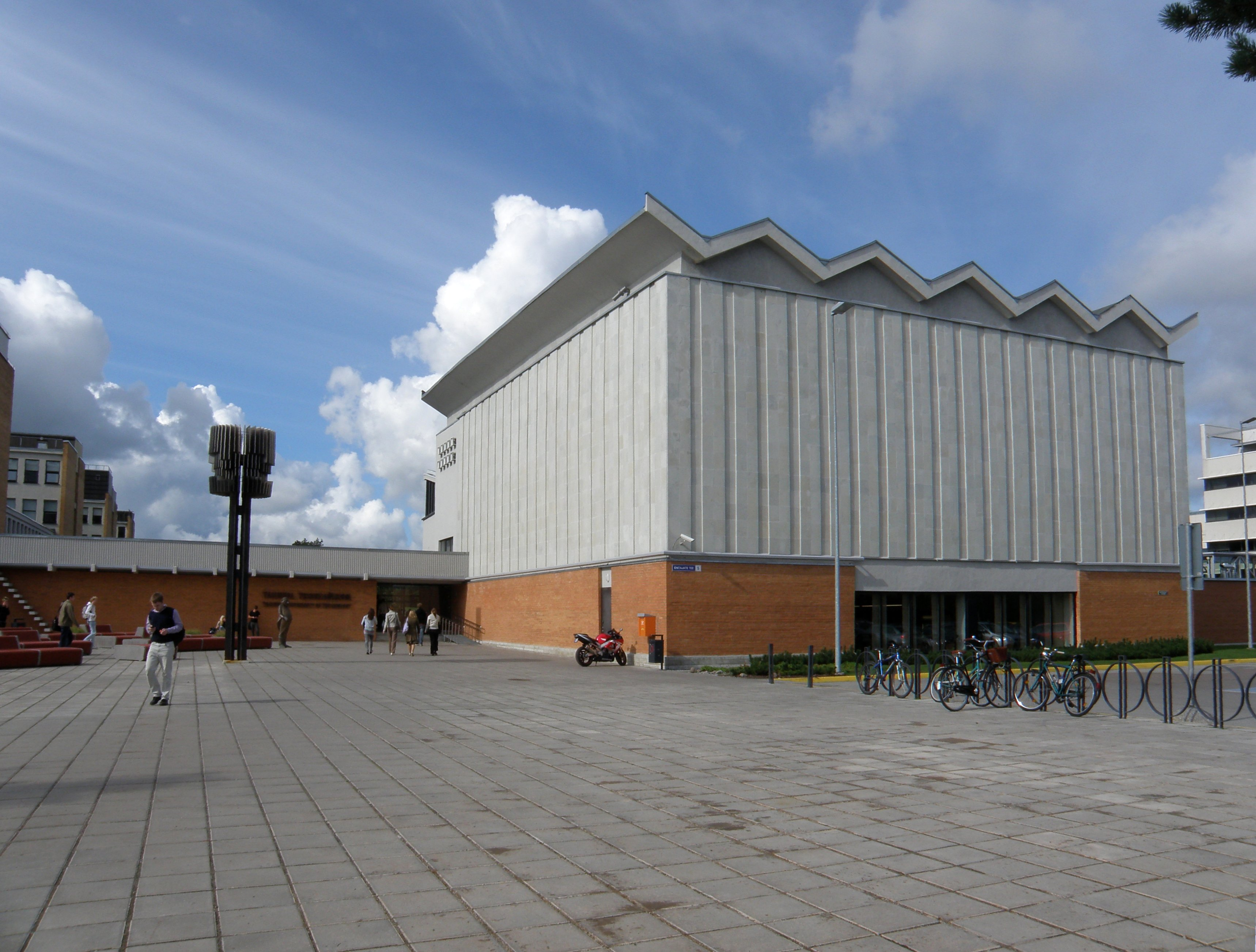
Таллинский технический университет
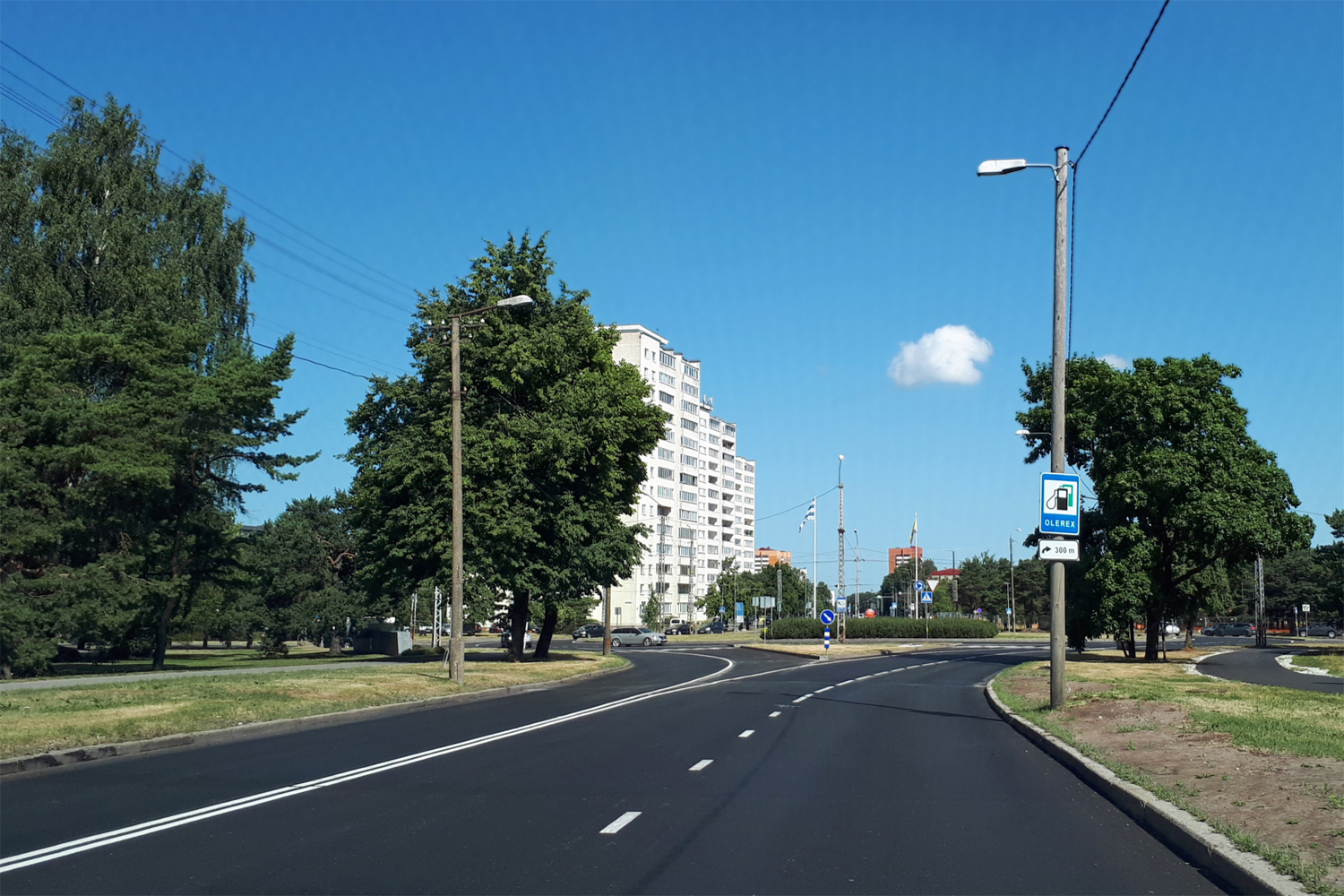
Улица перед пересечением с бульваром Сыпрузе и улицей Акадеэмия
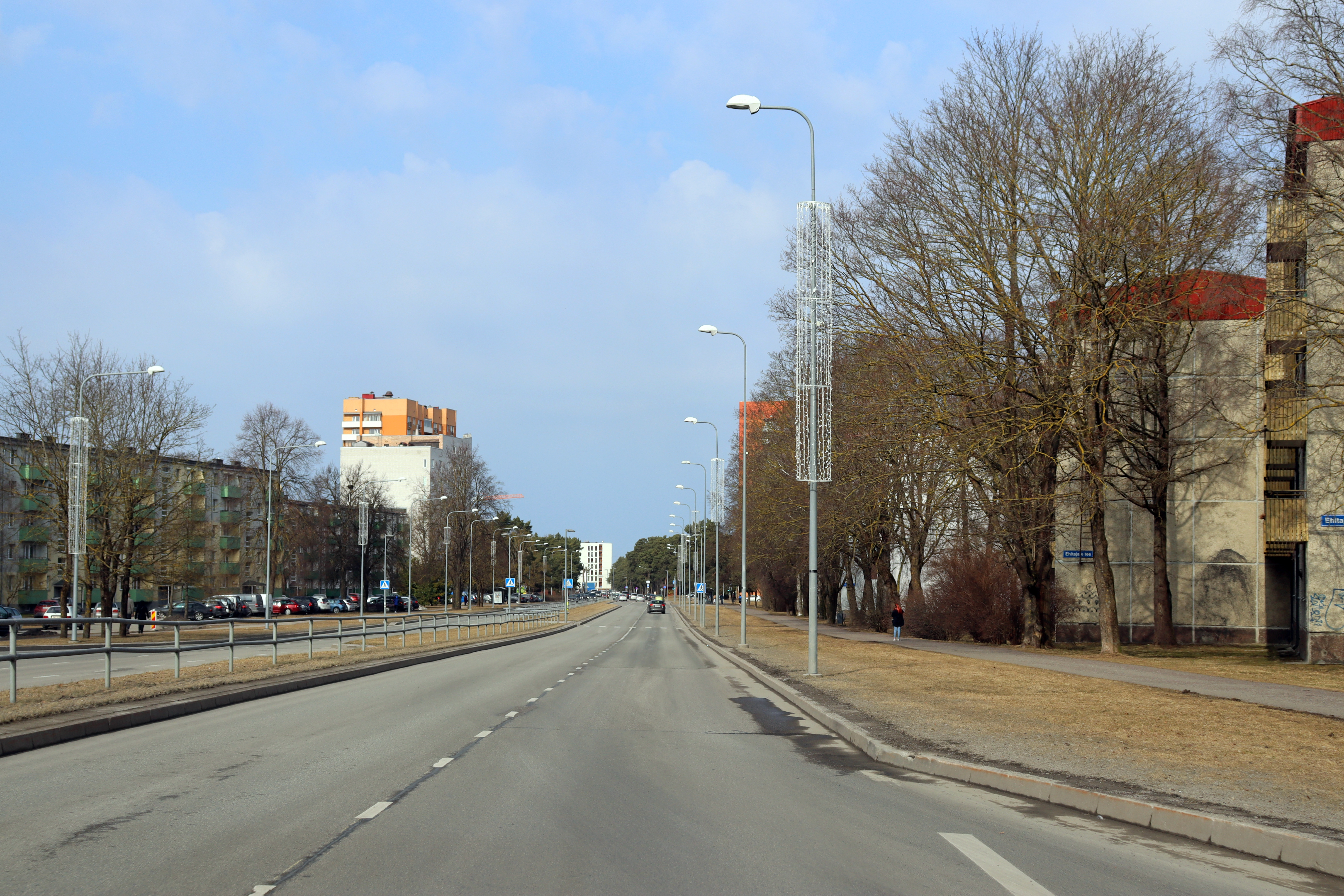
Улица в микрорайоне Мустамяэ